# BestChange
BestChange — российский сайт-агрегатор данных об обменных пунктах и курсах обмена электронных денег.

## История
Мониторинг начал работать 19 июня 2007 года. На момент запуска в листинге было 25 обменников. Информация о курсах обновлялась раз в 5 минут. Популярными направлениями на тот момент были WebMoney и E-gold. В 2018 году ими являются Qiwi, Bitcoin, Яндекс.Деньги и Perfect Money.
BestChange приобрёл веб-сайты obmenniki.com и cursov.net, в данный момент при входе на эти 2 сайта пользователи перенаправляются на основной сайт сервиса BestChange.
Имеются упоминания BestChange в онлайн-изданиях на русском и английском языках..
Сегодня в листинге насчитывается около 400 активных обменных пунктов. Скорость обновления курсов увеличилась в несколько раз и теперь все около 45 тысяч активных направлений обновляются за 3—4 секунды.
Сайт также имеет англоязычную версию с адаптированным под англоязычную аудиторию списком обменных пунктов.

## Функциональность
Основное назначение сайта — это сравнение обменных пунктов по различным направлениям с целью нахождения наиболее выгодных предложений в реальном времени. Имеются функции конвертера, калькулятора, система отзывов, претензий и выдачи бонусов. Также имеется статистика о курсах и резервах. Функция «Двойной обмен» подбирает схему из двух обменов через транзитную валюту.
У проекта есть API, которым пользуются обменные пункты.

## Блокировки
В России
В мае 2017 года 39 российских онлайн-обменников и мониторинг bestchange.ru были заблокированы по решению суда Санкт-Петербурга.
В феврале 2018 года суд отменил блокировку.
13 марта 2019 года Роскомнадзор заблокировал сайт BestChange на территории России. Блокировка была снята 21 мая 2019 года.
9 февраля 2025 года Роскомнадзор заблокировал сайт BestChange.ru на территории России. Блокировка была снята 20 февраля 2025 года.
В Беларуси
В апреле 2018 года крупнейший провайдер Беларуси заблокировал доступ к сайту. Но через несколько недель блокировка была отменена.